# Нікорник нумалійський
Ніко́рник нумалійський (Apalis lynesi) — вид горобцеподібних птахів родини тамікових (Cisticolidae). Ендемік Мозамбіку. Раніше вважався підвидом смуговолого нікорника, однак в 2017 році визнаний окремим видом. Названий на честь британського адмірала і орнітолога Гьюберта Лайнса.

## Опис
Довжина птаха становить 11—12 см, вага 10—12 г. Тім'я темно-сіре, шия і верхня частина тіла темно-оливково-зелені. Крила бурі, края зеленуваті. Хвіст бурий, два крайніх стернових крила білі. Горло й верхня частина грудей чорні, решта нижньої частини тіла жовта, боки оливкуваті. Райдужка білувата, лапи тілесно-рожеві, дзьоб чорний. У самиці обличчя й горло темно-сіре.

## Поширення і екологія
Нумалійський нікорник мешкає на горі Намулі на півночі Мозамбіку, а також на сусідній горі Мабу. Живе в підліску гірських тропічних лісів, на узліссях і галявинах на висоті від 1270 до 2200 м над рівнем моря.

## Поведінка
Харчується комахами та іншими безхребетними, а також ягодами й насінням. Живе поодинці, парами вбо в невеликих сімейних зграйках. Гніздо куполоподібне. зроблене з моху, розміщується на висоті до 2 м над землею.

## Збереження
У 1933 році, коли птах був відкритий, він був поширеним птахом у межах свого ареалу. Однак нині, за оцінками дослідників, його популяція налічує 400—1300 дорослих птахів. МСОП вважає цей вид таким, що перебуває під загрозою зникнення. Загрозою є знищення природного середовища, а також лісові пожежі.